# Polystoma integerrimum
Polystoma integerrimum é um platelminto. Está incluído na classe Trematoda e na subclasse Monogenea. É um parasita que infesta sapos e rãs, se alojando na bexiga desses animais.